# Acartophila
Acartophila är ett släkte av fjärilar. Acartophila ingår i familjen praktmalar, Oecophoridae.
Kladogram enligt Catalogue of Life:
| Acartophila | \| \| Acartophila microsacta \| \| \| \| \| \| Acartophila stauromacha \| \| \| \| |
|             | \| \| Acartophila microsacta \| \| \| \| \| \| Acartophila stauromacha \| \| \| \| |
|             | Acartophila microsacta                                                             |
|             |                                                                                    |
|             | Acartophila stauromacha                                                            |
|             |                                                                                    |